# Stickstofftrioxidfluorid
Stickstofftrioxidfluorid ist eine chemische Verbindung aus der Gruppe der Salpetersäurederivate. Sie wurde 1934 durch George Hamilton Cady erstmals synthetisiert.

## Gewinnung und Darstellung
Stickstofftrioxidfluorid kann durch Reaktion von Salpetersäure mit Fluor gewonnen werden.
{\displaystyle \mathrm {HNO_{3}+F_{2}\longrightarrow NO_{3}F+HF} }

## Eigenschaften
Stickstofftrioxidfluorid ist ein farbloses Gas mit widerlich dumpfem Geruch, das mit Wasser zu Sauerstoffdifluorid, Sauerstoff, Fluorwasserstoff und Salpetersäure hydrolysiert. Durch starke Erschütterungen wird es in flüssiger Form zur Explosion gebracht. Es löst sich gut in Aceton. Mit Ethanol, Ether und Anilin explodiert es sofort.

## Sicherheitshinweise
Stickstofftrioxidfluorid erzeugt starkes Stechen in der Nase, Kopfschmerz und Atembeschwerden, die mehrere Tage anhalten.